# 이삭 베르코비치
이삭 야코비치 베르코비치(우크라이나어: Ісаак Якович Беркович, 1902년 12월 28일 ~ 1972년 1월 5일)는 유대계 우크라이나 작곡가이다.

## 생애
베르코비치는 1902년 우크라이나 키예프의 시계공 집안에서 태어났다. 그는 1920년 키예프 음악원에 입학하여 블라디미르 푸칼스키에게 피아노를, 보리스 리아토신스키에게 작곡을 배웠다. 졸업한 1925년부터 키예프 음악대학에서 학생 지도를 시작했고, 키예프 음악원에서 1933년부터 1941년까지는 조교, 1947년부터는 조교수, 1969년부터는 정교수로 일했다. 그는 주로 피아노를 위한 작품을 만들었는데, 우크라이나, 러시아 등지에서 피아노 교본으로 많이 쓰여 온 Школа гри на фортепіано (1960) (피아노 학교; 러시아어 Школа игры на фортепиано)의 저자이기도 하고, 파가니니 테마에 의한 변주곡으로도 잘 알려져 있다.